# Kreuzverschlag
Der Kreuzverschlag, Kreuzschlag  oder Nierenverschlag (paralytische Myoglobinurie, Myoglobinuria paralytica equi) ist eine bei Pferden auftretende Krankheit. Es handelt sich dabei um eine Entzündung der Rückenmuskulatur, die mit starken Schmerzen verbunden ist, vergleichbar mit einem sehr schweren Muskelkater.
Andere Bezeichnungen sind Verschlag oder Feiertagskrankheit, SER (sporadic exertional rhabdomyolysis) oder schwarze Harnwinde.

## Symptome
Die Symptome treten meist recht plötzlich zu Beginn größerer körperlicher Belastungen des Tieres auf, oft nach einer vorangegangenen Ruheperiode (darum auch die englische Bezeichnung Monday Morning Disease). Das Pferd beginnt stark zu schwitzen, möchte sich nicht mehr bewegen, zittert, drückt häufig den Rücken nach unten und geht in eine „Sägebockhaltung“, stellt also die Vorderbeine nach vorne und die Hinterbeine nach hinten heraus. In sehr schweren Fällen knickt es mit den Hinterbeinen ein und versucht eventuell auch, sich hinzulegen. Sekundär kann es durch Festliegen zum Tod des Pferdes führen. Die Herzfrequenz ist erhöht, darüber hinaus kann Fieber auftreten. Insgesamt ist die Muskulatur verhärtet, besonders auf Rücken und Kruppe. Durch den Myoglobinabbau kommt es zu einer rötlich-braunen Verfärbung des Urins.

## Ursachen
Grund für das Auftreten der Krankheit ist eine Stoffwechselstörung. Ist in der Muskulatur zu viel Glykogen gespeichert, kann nicht ausreichend Sauerstoff bereitgestellt werden, um die bei Beanspruchung der Muskeln entstehenden Abbauprodukte wie Laktat zu entsorgen. In der Folge übersäuern die Muskeln und versagen, im schlimmsten Fall können sogar Muskelzellen zerstört werden. Myoglobin, für die Speicherung von Sauerstoff in der Muskulatur zuständig, geht in den Blutkreislauf über und wird über die Niere ausgeschieden.
Kreuzverschlag tritt dann auf, wenn Pferde zu viele Kohlenhydrate über die Nahrung aufnehmen. Diese werden in Glukose umgewandelt und diese wiederum als Glykogen in den Muskeln gespeichert, welche daraus ihre Energie beziehen. Wird nun mehr Glykogen gespeichert, als die Muskeln durch Beanspruchung verbrauchen, kommt es zu der beschriebenen Stoffwechselstörung. Verstärkt tritt Kreuzverschlag bei Pferden nach Stehtagen auf, wenn die Futterration nicht reduziert wird, oder bei Pferden, die unregelmäßig bewegt werden, jedoch durchgängig die gleiche Futtermenge erhalten. Allerdings können auch regelmäßig trainierte Sportpferde betroffen sein.

## Verhalten im Krankheitsfall
Das Pferd darf auf keinen Fall weiter bewegt werden, es ist unverzüglich ein Tierarzt hinzuzuziehen. Befindet sich das Pferd auf einem Ausritt, sollte es wenn möglich mit einem Anhänger abgeholt werden, da jede weitere Beanspruchung der Muskulatur zu einer Verschlechterung des Zustands führt. Weiterhin ist es ratsam – auch im Sommer – die Kruppen- und Rückenmuskulatur mit Decken warmzuhalten.